# Консейсан, Флавио
Флавио да Консейсан (порт. Flávio da Conceição, либо просто Флавио Консейсан; 13 июня 1974, Санта-Мария-да-Серра, Сан-Паулу) — бразильский футболист, центральный полузащитник. Сейчас[уточнить] занимает пост директора клуба «Рио-Бранко».

## Карьера
Флавио Консейсан начал свою карьеру в клубе «Рио-Бранко» из города Американа в 1992 году, через год он перешёл в клуб «Палмейрас», будучи приглашённым Вандерлеем Лушембурго, дебютировав в турнире Рио-Сан-Паулу в 1993 году. В том же году Флавио Консейсан стал чемпионом Бразилии, а в 1994 году Консейсан повторил этот успех. В 1996 году Флавио Консейсан участвовал на Олимпиаде 1996, где бразильцы стали бронзовыми призёрами, а после турнира был куплен испанским клубом «Депортиво Ла-Корунья» за 9,75 млн фунтов (около 11 млн евро).
В «Депортиво» Консейсан провёл четыре сезона, а в 2000 году он стал чемпионом Испании, после чего его купил «Реал Мадрид» за 22,25 млн фунтов (около 25 млн евро). Однако в «Реале» у Флавио Консейсан дела пошли неважно — он проводил довольно мало матчей на поле, чаще выходя со скамейки запасных. В 2003 году Флавио Консейсан был отдан в аренду в дортмундскую «Боруссию», за который провёл 14 матчей (12 из них в чемпионате страны). После этого Флавио Консейсан выступал за «Галатасарай» и «Панатинаикос», которым был куплен всего лишь за 445 тыс. фунтов (500 тыс. евро), с которым расторг договор в 25 января 2006 года по взаимному согласию. Флавио Консейсан попытался перейти в другие команды, включая московский «Локомотив», но нигде не приглянулся и принял решение завершить карьеру.
В сборной Бразилии Флавио Консейсан дебютировал 8 ноября 1995 года выйдя на поле на 63-й минуте встречи в товарищеском матче с командой Аргентины. Он участвовал в двух кубках Америки (10 матчей — 1 гол), в которых бразильцы стали чемпионами, и двух кубках конфедераций. Всего за сборную он сыграл 64 матча и забил 9 голов, последняя игра Флавио Консейсан 3 сентября 2000 года в матче квалификации к чемпионату мира, в котором бразильцы победили Боливию 5:0.

## Достижения
- Чемпион Бразилии: 1993, 1994
- Чемпион штата Сан-Паулу: 1994, 1996
- Обладатель кубка Америки: 1997, 1999
- Обладатель кубка конфедераций: 1997
- Чемпион Испании: 2000, 2001, 2003
- Победитель Лиги чемпионов: 2002
- Обладатель суперкубка УЕФА: 2002
- Обладатель межконтинентального кубка: 2002
- Обладатель кубка Турции: 2005
- Обладатель трофея Терезы Эрреры: 1998